# Dalmine
Dalmine ist eine italienische Gemeinde (comune) mit 23.614 Einwohnern (Stand 31. Dezember 2023) in der Provinz Bergamo, Region Lombardei.

## Geographie
Dalmine liegt acht Kilometer südwestlich der Provinzhauptstadt Bergamo und 40 Kilometer nordöstlich der Metropole Mailand.
Die Nachbargemeinden sind Bonate Sotto, Filago, Lallio, Levate, Osio Sopra, Stezzano und Treviolo.